# منصور خالد
منصور خالد محمد عبد الماجد (17 يناير 1931 – 22 أبريل 2020) دبلوماسي وكاتب وسياسي ومفكر سوداني.

## حياته ونشأته
ولد الدكتور منصور خالد بأم درمان، العاصمة الوطنية للسودان، في يناير من العام 1931 م في حي الهجرة. وينحدر منصور من أسرة أم درمانية عريقة فجده الشيخ محمد عبد الماجد المتصوف المالكي، وجده هذا الأخ الشقيق لجد منصور لأمه الشيخ الصاوي عبد الماجد الذي كان أيضاً قاضيا شرعياً وعمل في تدريس الفقه، إلا أن أسرته قد غلب عليها طابع التصوف وهو ما وثقّه منصور بنفسه في سيرته الماجدية-أنظر المؤلفات أدناه. توفي في 22 أبريل 2020 ودفن في مقابر البكري بأم درمان.

### مراحله التعليمية
تلقى جميع مراحل تعليمه حتى المرحلة الجامعية بالسودان. درس الأولية بأم درمان، ثم مدرسة أم درمان الأميرية الوسطى، ثم مدرسة وادي سيدنا الثانوية العليا، ثم كلية الحقوق جامعة الخرطوم والتي زامله فيها الدكتور حسن الترابي ورئيس القضاء الأسبق خلف الله الرشيد ووزير العدل الأسبق عبد العزيز شدو. حصل على الماجستير في القانون من جامعة بنسلفانيا بالولايات المتحدة الأمريكية، والدكتوراه من جامعة باريس.

### حياته العملية
لفترة قصيرة -بعد إكمال دراسته- عمل منصور بالمحاماة، ثم عمل بعد ذلك سكرتيراً لرئيس وزراء السودان عبد الله بك خليل (1956-1958) وانتقل بعدها للعمل بالأمم المتحدة في نيويورك ثم منظمة اليونسكو بباريس. عمل أستاذاً للقانون الدولي بجامعة كلورادو بالولايات المتحدة.

### العمل السياسي
نشر مقالات في يناير 1969 بصحيفة الأيام، تنبأ فيها بزوال الحكم الديمقراطي- نسبة للمشاحنات الحزبية، والعداء الطائفي وعدم احترام الأحزاب لمبدأ الديمقراطية واستقلالية القضاء وتمثل ذلك في طرد الحزب الشيوعي من البرلمان، وتعديل الدستور لعمل ذلك، وتحقير القضاء الذي حكم بعدم دستورية تلك الأفعال، واستقالة رئيس القضاء بابكر عوض الله، وبعد شهور من تلك المقالات وفي 25 مايو أطاح جعفر نميري بالحكم الديموقراطي وأتى بنظام ثورة مايو.
بعد قيام ثورة مايو 1969م بقيادة جعفر نميري اشتغل كوزير وزيرا للشباب والرياضة والشئون الاجتماعية. شهدت قطاعات الشباب إبان وزارته نهضة كبرى تمثلت في تفعيل الشباب في الخدمة الطوعية(صيانة الطرق، بناء المشافي والمدارس إلخ)، وفي إنشاء مراكز الشباب، ومراكز التأهيل، ومحو الأمية. كما أنه قد أسهم في خلق علاقات قيمة ومفيدة مع هيئة اليونسكو، ومنظمة العمل الدولية، وحكومات مصر والجزائر وكوريا الشمالية. كما أن وزارته قد أقامت عددا من المهرجانات الشبابية وانشأت قصور الثقافة.
في أغسطس 1970 استقال من الوزارة رغم اعتراضات الرئيس وكثير من مجلس الثورة، ولكنه أصر عليها لأنه رأى أن الصراعات الأيديولوجية أنهكت النظام الذي كان يعيش في تلك الفترة بالموازنات الأيديولوجية اليسارية. ورغم الفترة القصيرة التي قضاها في الوزارة إلا أنها شهدت إنجازات ضخمة.
بعد استقالته من الوزارة عمل ممثلاً لمدير عام هيئة اليونسكو «رينيه ماهيو» ضمن برامج التعليم لهيئة غوث اللاجئين الفلسطينيين. وعاد بعد ذلك ليعمل سفيرا للسودان بالأمم المتحدة. تقلد عدة مناصب في السودان من وزارة الخارجية ووزارة التربية وكمساعد لرئيس الجمهورية. في العام 1978 استقال من المكتب السياسي وخرج من نظام مايو لأنه رأى أن الرئيس نميري تغول على المؤسسية في الدولة. عمل كزميل في معهد ودرو ويلسون بمؤسسة اسمثونيان بواشنطن عقب تركه السودان في عام 1978م. شغل موقع نائب رئيس للجنة الدولية للبيئة والتنمية التي انشأتها الجمعية العامة للأمم المتحدة عام 1982م، ومقرها جنيف. ألف عددا من الكتب حول السياسة السودانية باللغتين العربية والإنجليزية كما نشر العديد من المقالات في الحوليات الدولية عن قضايا التنمية والسياسة في العالم الثالث.
كما أنه مهندس جميع اتفاقيات السلام في السودان.

## مؤلفاته
للدكتور منصور خالد عددا كبيرا من المؤلفات يقع معظمها في مجلدات ضخمة، خصوصاً ما كتب منها في فترة التسعينيات، ومن مؤلفاته:
- حوار مع الصفوة: هو عبارة عن مجموعة مقالات كتبت مجموعتها الأولى عقب انتفاضة أكتوبر عام 1964، وكان الكاتب يعمل وقتها مندوبا للأمم المتحدة بالجزائر. وكتبت مجموعتها الثانية خلال فترات اغترابه بفرنسا وهو يعمل في باريس بمنظمة اليونسكو. ضم الكتاب عددا مقدرا من المقالات بلغت 25 مقالا تحدث فيها منصور عن مختلف القضايا الفكرية والثقافية والاقتصادية والسياسية والتعليمية. الطبعة الثانية من الكتاب كانت في العام 1979م وصدر الكتاب عن دار جامعة الخرطوم للنشر بمقدمة من الأستاذ المفكر الراحل جمال محمد أحمد.
- لا خير فينا إن لم نقلها: يتضمن هذا الكتاب مجموعة من المقالات أعدّها الكاتب في الفترة ما بين 1978-1980 حول الوضع السياسي في السودان. وتعالج المجموعة الأولى من المقالات والتي نشرها الكاتب عندما كان مساعدا للأمين العام للاتحاد الاشتراكي بعض القضايا النظرية التي أوحت بها المصالحة الوطنية مثل التوجه السياسي للنظام والنهج الإسلامي. أما المجموعة الثانية والتي كتبها المؤلف بعد تخليه عن النظام السوداني فتناقش بعض القضايا التي طرحها الرئيس نميري وهو يتهم جميع أجهزته بالفشل دون إشارة إلى مسؤولية القيادة عن كل هذا الفشل.
- السودان والنفق المظلم: الاسم الكامل للكتاب هو: السودان والنفق المظلم قصة الفساد والاستبداد. وهو كتاب في نقد نظام النميري بصورة مصادمة وظهرت فيه مفاصلة منصور الكاملة لنظام الخرطوم. ولقد صدرت طبعته الأولى في يناير من العام 1985م قبل أقل من ثلاثة شهور من سقوط نظام نميري إثر انتفاضة الشعب السوداني في أبريل 1985م. يعتبر الكتاب سيرة ذاتية لمنصور وللنظام المايوي إذ ذكر فيه من دقائق الأخبار الكثير. صدر الكتاب عن Aedam Publishing House limited,London-Malta.
- الفجر الكاذب: في نقد نميري أيضاً.
- جنوب السودان في المخيلة العربية.
- النخبة السودانية وإدمان الفشل (من جزئين).
- السودان، أهوال الحرب.. وطموحات السلام (قصة بلدين): وهو سفر ضخم، جمع فيه كل قصص الحرب الأهلية السودانية كشمالي نافذ ونادر عمل مع الحركة الشعبية الفصيل الجنوبي المتمرد على السلطة المركزية وبقيادة جون قرنق. ولقد تنبأ في الكتاب (وهذا يظهر من الاسم-قصة بلدين) بانفصال الجنوب عن الشمال.
- الثلاثية الماجدية: صور من أدب التصوف في السودان: تحتوي على ثلاثة أجزاء:
  - الكتاب الأول ومؤلفه الشيخ محمد عبد الماجد جد منصور وهو عبارة عن سيرة ذاتية.
  - الكتاب الثاني بعنوان صاوي القوافي وهو عبارة عن جزأين/ الأول: مجموعة أشعار الشيخ الصاوي. الثاني: جمانة التوحيد
  - الكتاب الثالث بعنوان الدباغ الشاعر.. وهو يتناول ديوان الشيخ عبد العزيز الدباغ ابن الشيخ محمد عبد الماجد عم منصور خالد

الكتاب الأول والثاني يضمهما مجلّد واحد، وكلا المجلدين محققين من قبل الدكتور منصور خالد وبمقدمات عدة.
- تكاثر الزعازع وتناقص الأوتاد: صدر في العام 2010م عن دار مدارك للنشر والتوزيع بالخرطوم، وهو عبارة عن مجموعة مقالات سياسية كان الكاتب قد قام بنشرها في الصحف السيّارة عقب توقيع إتفاقية السلام الشامل في العام 2005م بين حكومة السودان آنذاك والحركة الشعبية لتحريرالسودان بقيادة الراحل د. جون قرنق.
- إنفصال جنوب السودان، زلزال الشرق الأوسط..وشمال أفريقية، أيدولوجيات أم عقائد..؟! وصدر في العام 2012م عن دار مدارك للنشر والتوزيع بالخرطوم. وفصول الكتاب هي إمتداد لمحاضرة تذكارية كان قد ألقاها الكاتب بمركز الخاتم عدلان للإستنارة بالخرطوم، السودان. تدور موضوعات الكتاب حول أربعة محاور، إنفصال جنوب السودان، وزلزال ثورات الربيع العربي وتبعاتها، وظاهرة الإسلام السياسي والأيولوجيات التي أضحت عقائد، وأخيراً الفجوة الجيلية علي مستوي العالم والتي تسببت في حالة الإقصاء المعنوي والمادي لشريحة الشباب وأدت الي انتفاضات شبابية في معظم أنحاء العالم.
- THE PARADOX OF TWO SUDANS: The CPA and the Road to Partition، وصدرباللغة الإنجليزية في العام 2015م عن دارعالم أفريقيا (Africa World Press) بنيو جيرسي في الولايات المتحدة. ويمكن ترجمة عنوان الكتاب الي «محنة السودانين: إتفاقية السلام الشامل والطريق إلي الإنفصال»، ويقدّم الكتاب رؤية عميقة لمجريات عملية السلام، الوسطاء واللاعبين الرئيسيين، وفشل إتفاقية السلام الشامل، التي وُقّعت في نيفاشا بكينيا في العام 2005م، في الحفاظ علي سودان موحّد.
- شذرات من وهوامش على سيرة ذاتية: وهو عبارة عن سيرة ذاتية للمؤلف، وصدر في العام 2018م عن دار رؤية للنشر والتوزيع بالقاهرة، وهو آخر ماصدر للمؤلف من كُتب. يتناول المؤلّف في هذا الكتاب مسيرة حياته الشخصية والعامّة، وتجربته في العمل السياسي والدبلوماسي، ويتكوّن الكتاب من أربع أجزاء، كل كتاب يتناول جزء كما يلي:
  - الجزء الأول، سنوات التكوين وبدايات الحياة العامة.
  - الجزء الثاني، جيل البطولات وجيل التضحيات، أين وكيف تنكّبوا الطريق.
  - الجزء الثالث، كيف قاد صراع الأخوة الأعداء الي تمزّق الوطن.
  - الجزء الرابع، الدبلوماسية السودانية في نصف قرن.

## روابط
- حوار مع منصور/النور احمد النور
- حوار جريدة الصحافة
- بوفسير أبو القاسم حاج حمد في رد على منصور
- لقاء مع قناة الجزيرة
- حوار مع طارق الشيخ
- مكتبة منصور خالد بسودانيزاونلاين
- برنامج مراجعات يستضيف منصور خالد